# Västra Skällöns naturreservat
Västra Skällön är ett naturreservat i Karlskrona kommun i Blekinge län.
Reservatet är skyddat sedan 1971 och omfattar 43 hektar varav 16 hektar land. Det är beläget sydöst om Karlskrona i skärgården.
Området är måttligt kuperat med hällmarker, ängsmarker, steniga stränder och fuktig havsstrandäng. Enstaka träd förekommer liksom busksnår av slån, hagtorn och nypon. Området betas. Vägen ut mot Sturkö och Tjurkö passerar genom reservatet.
Inom området står Västra Skällenäs runsten som även kallas Sturköstenen. 